# كيفن برليسون
كيفن برليسون (بالإنجليزية: Kevin Burleson) مواليد 9 أبريل 1979 في سياتل، هو لاعب كرة سلة أمريكي معتزل. بدأ مسيرته الاحترافية في سنة 2003. يبلغ طوله 6 قدم 3 بوصة (1.9 م). لعب كرة السلة الجامعية في جامعة مينيسوتا. اعتزل اللعب في 2013.

## روابط خارجية
- كيفن برليسون على موقع إن بي أي (الإنجليزية)
- كيفن برليسون على موقع سبورتس رفرنس (الإنجليزية)
- كيفن برليسون على موقع كرة السلة الأوروبية.كوم (الإنجليزية)
- كيفن برليسون على موقع كلية كرة السلة في سبورتس رفرنس.كوم (الإنجليزية)
- كيفن برليسون على موقع ريلجم (الإنجليزية)
- كيفن برليسون على موقع بروبوليرز (الإنجليزية)
- كيفن برليسون على موقع سبورتس رفرنس (الإنجليزية)
- كيفن برليسون على موقع سبورتس رفرنس (الإنجليزية)